# سمارا شيبارد
سمارا شيبارد (بالإنجليزية: Samara Sheppard) هي دراجة نيوزيلندية، ولدت في 25 يونيو 1990 في ويلينغتون في نيوزيلندا.